# Embrikstrandia inexpectata
Embrikstrandia inexpectata är en skalbaggsart som beskrevs av Cenek Podany 1968. Embrikstrandia inexpectata ingår i släktet Embrikstrandia och familjen långhorningar.
Artens utbredningsområde är Burma. Inga underarter finns listade i Catalogue of Life.